# John O'Sullivan (ingeniero)
El Dr. John O'Sullivan es un ingeniero eléctrico australiano cuyo trabajo en la aplicación de las
transformadas de Fourier a la radioastronomía lo llevó a inventar una tecnología central que hizo que la LAN inalámbrica fuera rápida y confiable. Esta tecnología fue patentada por CSIRO y forma parte de los estándares de Wi-Fi 802.11a, 802.11g y 802.11n, por lo que a O'Sullivan también se le atribuye la invención de WIFI.
En 2009, O’Sullivan recibió la Medalla del Presidente de CSIRO y el Premio a la Ciencia del Primer Ministro de Australia.
Actualmente se encuentra trabajando en el diseño del telescopio Australian Square Kilometer Array Pathfinder, un paso hacia el propuesto telescopio Square Kilometer Array.
El resolvió problemas considerados intratables por las grandes empresas del espacio a nivel mundial.
Uno de sus compañeros de trabajo en el desarrollo de Wi-Fi fue David James Skellern.
O'Sullivan se unió a Morse Micro en 2019. La compañía con sede en Sídney está desarrollando el microprocesador Wi-Fi de próxima generación, ahora conocido como Wi-Fi HaLow o wifi ah.

## Calificaciones
1974 Doctor en Filosofía (Ingeniería Eléctrica), Universidad de Sídney

1969 Licenciado en Ingeniería, H1, Medalla Universitaria, Universidad de Sídney

1969 Sydney University Sports Blue (Hockey)

1967 Licenciatura en Ciencias, Universidad de Sídney

## Aspectos destacados de la carrera, premios, becas y subvenciones.
- 2017 Premio IEEE Masaru Ibuka Consumer Electronics (con David Skellern) "por sus contribuciones pioneras a la tecnología LAN inalámbrica de alta velocidad".
- Medalla MA Sargent 2013
- 2012 El European Inventor Award 2012 otorgado por la Oficina Europea de Patentes por haber "hecho que la LAN inalámbrica sea tan rápida y potente como las soluciones cableadas de la época, y es la base de la tecnología de red inalámbrica (Wi-Fi) que ahora se usa en miles de millones de dispositivos en todo el mundo ".

- 2012 Miembro de la Academia Australiana de Ciencias e Ingeniería Tecnológicas.
- Miembro de 2010 de la Academia Australiana de Ciencias
- Premios del Primer Ministro de Ciencia 2009
- Medalla del Presidente CSIRO 2009
- 2005 - actual ingeniero de sistemas, instalación nacional del telescopio CSIRO Australia
- Arquitecto principal de procesamiento de señales 2004-2006, G2 Microsystems
- 2001-2004 Director de Ingeniería de Sistemas IC, Cisco Systems
- Medalla CSIRO 2000 para el desarrollo y la aplicación de la tecnología de transformación rápida de Fourier

- 1999-2001 Vicepresidente de Ingeniería de Sistemas, Radiata Communications
- 1995-2000 Director de Tecnología, News Ltd
- 1989-1995 Subjefe de División, CSIRO Radiophysics
- 1983-1989 Jefe del Grupo de Procesamiento de Señal, CSIRO Radiophysics
- 1974-1983 Jefe del grupo receptor, Fundación holandesa para radioastronomía (ahora ASTRON)